# 627
627 (DCXXVII) je bilo navadno leto, ki se je po julijanskem koledarju začelo na četrtek.

## Dogodki
- bizantinska vojska pod vodstvom Heraklija premaga Perzijce v bitki pri Ninivah.
- marec - prva vojaška zmaga muslimanov pod vodstvom preroka Mohameda. Pri vodnjaku Badru oplenijo oboroženo karavano iz Meke.
- april - prerok Mohamed prisili eno od treh judovskih plemen v Medini v prisilno izselitev.